# Baeyerovo činidlo

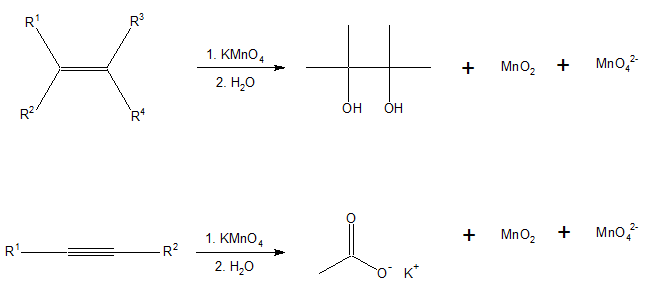
reakce Baeyrova činidla

Baeyerovo činidlo je vodný roztok manganistanu draselného a uhličitanu sodného. Je pojmenováno po Adolfu von Baeyerovi.
Slouží k detekci nenasycených uhlovodíkových sloučenin, zejména alkenů.

## Příprava
Přibližně 100 cm3 tohoto činidla připravíme, když rozpustíme 10 g pevného uhličitanu sodného v 90 cm3, tj. 90 g destilované vody a přidáme několik kapek koncentrovaného roztoku manganistanu draselného.